# Macaroom
macaroom（マカルーム）は日本のエレクトロニカ・ユニット。

## メンバー
- emaru（エマル、8月14日[1] - ） - ボーカル
- アサヒ - 作詞・作曲・アレンジ・シンセサイザー・ボーカル

## 経歴
スロベニア出身のemaruと山口県下関市出身のアサヒによって2010年結成。自主制作アルバム『room-103』でデビュー。フェミニンな歌声にポップな楽曲を発表する傍ら、複雑系科学や生化学を用いたアルゴリズミック・コンポジションによるパフォーマンスに取り組んでおり、音声分析合成システム「WORLD」を世界で最初にポップ作品として取り入れた。イラストレーターの中村佑介はmacaroomを「有機的なエレクトロニカ」と評価。
ミュージック・ビデオやライブではアサヒの兄で武術家の木石南による中国武術のパフォーマンスを取り入れている。
アサヒは木石岳名義で『作曲EDM』（2017年、自由現代社）、『はじめての〈脱〉音楽　やさしい現代音楽の作曲法』（2018年、同）を出版。
2015年、moraのCM曲に「you（mora ver.）」が起用され、同CMにemaru出演。
2017年には作曲家の川島素晴と共同で、ジョン・ケージをポップに演奏する『cage out』を発表。
2020年にクラウドファンディングにより知久寿焼（元たま）と共同でアルバム『kodomono odoriko』をリリース。2021年に知久と共同でNHKのテレビドラマ『星とレモンの部屋』のオリジナル・サウンドトラックを制作、主題歌に『koodomono odoriko』収録の「月がみてたよ」を提供。知久とは2022年にYouTube音楽番組「まかちくステーション」のプレミア配信を行った。
2022年、アサヒがラッパー名義「MC ABE KOBO」としてシングル「早よ家帰って本よみたーてしゃーない」を配信。
2023年にはmacaroomだけでNHKのテレビドラマ『生理のおじさんとその娘』のサウンドトラックを制作。
2025年9月より、コロナ禍により2度延期となっていたmacaroomと知久による初のライブツアー「ぼくらはおいぼれ探偵団」を開催。

## ディスコグラフィー
シングルはダウンロード販売のみ。

### スタジオ・アルバム
- room-103（2010年／全国流通：2015年10月7日）
- homephone TE（2014年／全国流通：2016年7月6日）
- swimming classroom（2018年3月7日）
- inter ice age 4（2022年6月25日）
- burning chrome（2024年7月10日）

### シングル
- cage out（2017年8月12日）
  - Branches + Song Books
  - Rozart Mix
  - Original Soundtrack from "cage out"

「Branches + Song Books」「Rozart Mix」はジョン・ケージ作曲。
- official bootleg(a)（2019年7月10日）
  - mother
  - nemurini
- official bootleg(b)（2019年8月10日）
  - walden
  - kyoukai
- chikyuu（2019年11月28日）
- hong kong（2020年9月1日）
- hole（2020年12月28日）

### コラボレーション
- Body of Water（2020年5月15日） - スコットランドのエレクトロバンドPost Coal Prom Queenとのコラボシングル。
- Zou（2020年9月15日） - 同上。
- kodomono odoriko（2020年5月27日） - 知久寿焼とのコラボアルバム。
- OO LA LA（2021年5月11日） - イギリスのシンガーソングライターSarah Angelとのコラボシングル。
- hyougaki（2024年9月18日） - 知久寿焼とのコラボアルバム。

### コンピレーション参加
- asian sounds:volume one（フランス発売、2013年） - 「Homephone TE」
- モナレコ・コンピ〜かけだしてく〜（2015年10月7日） - 「tsuiraku」
- モナレコ・コンピ ～全てお見通しよ～（2016年7月20日） - 「congress」

### サウンドトラック
- 星とレモンの部屋（macaroomと知久寿焼、2021年）
- Queens of the Qing Dynasty（2022年、日本未公開）
- 生理のおじさんとその娘（2023年）